# 미쉘 그린

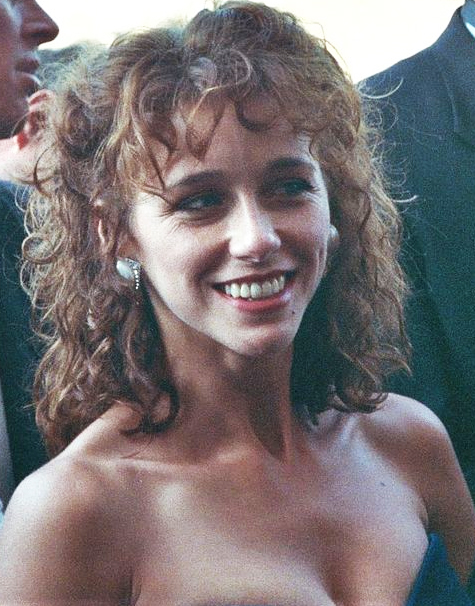

미셸 그린(Michele Greene, 1962년 2월 3일 ~ )은 미국의 배우이다.

## 출연 작품
- 루시 키예스의 전설 (2006년)
- 속죄 (2002년)
- 라이트닝 (2001년)
- 퍼지티브 마인드 (1999년)
- 나이트 머더 (1997년)
- 하트 오브 어 차일드 (1994년)
- 하우 더 웨스트 워즈 펀 (1994년)
- 저주의 탄생 2 (1994년)
- 스트레인저(영어판) (1994년)
- 트윈스 스토리 (1993년)
- 이브의 반란 (1993, Silent Victim)
- 아이 포지드 포 플레이보이 (1991년)
- 진실의 창 (1990년)
- 악몽의 13층 (1990년)
- 더 다크 엔드 오브 더 스트리트 (1981년)

### 텔레비전
- 아들과 딸들 (1980-81)
- L.A. 로 (1986-91)
- 닥터 슬론 (1997, 2001)
- CSI: 과학수사대 (2002)
- 빅 러브 (2010)